# Lohmgraben (Aschaff)
Der Lohmgraben oder Lohmühlgraben ist ein rechter Zufluss der Aschaff in Aschaffenburg in Bayern. Er entsteht aus dem Zusammenfluss des linken Fahrbachs und des rechten Grundgrabens.

## Geographie

### Quellbäche

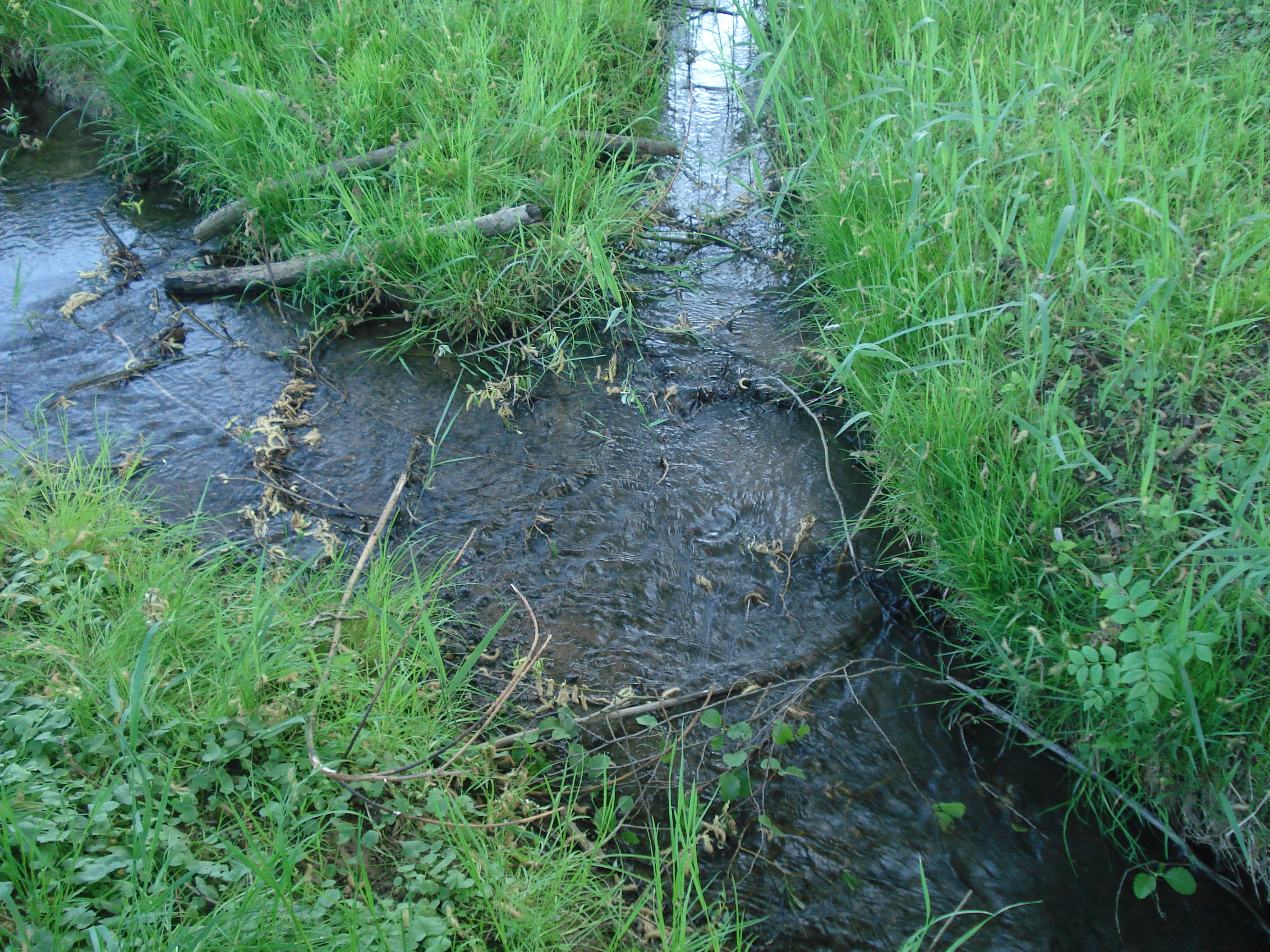
Zusammenfluss von Fahrbach (hinten) und Grundgraben (links)

#### Fahrbach
Der Fahrbach entspringt südlich von Rauenthal. Er fließt nach Süden durch die Reischbergsiedlung und unterquert die A 3. Der Fahrbach ist mit etwa  2,2 km der längere aber wasserärmere Quellbach.

#### Grundgraben
Der etwa 1,4 km lange Grundgraben entspringt in einem Tal südlich von Steinbach. Er fließt in südöstliche Richtung, unterquert die A 3 und vereinigt sich in Damm mit dem Fahrbach zum Lohmgraben.

### Verlauf
Der Lohmgraben verläuft nach dem Zusammenfluss Richtung Südwesten. Er speiste früher die Lohmühle. Nach 820 m mündet er als letzter Zufluss in die Aschaff.

### Flusssystem Aschaff
- Liste der Fließgewässer im Flusssystem Aschaff